# Littératie en santé
Pour un article plus général, voir Littératie.
La littératie en santé désigne la capacité d’un individu à trouver de l’information sur la santé, à la comprendre, à l'évaluer et à l’utiliser, dans le but d’améliorer sa propre santé ou de développer son autonomie dans le système de santé. Cette capacité évolue au cours de la vie.  
La littératie en santé relève des champs de la prévention et de la promotion de la santé, en engageant les individus dans des actions de santé publique, ainsi qu'en les impliquant dans les décisions concernant leur propre santé. La littératie en santé est un outil d'amélioration de la santé de la population.
La littératie en santé est un concept récent qui trouve ses origines au Canada dans les années 1980.

## Définition
Selon l’Organisation mondiale de la santé (OMS), la littératie en santé correspond aux « aptitudes cognitives et sociales qui déterminent la motivation et la capacité des individus à obtenir, comprendre et utiliser des informations d’une façon qui favorise et maintienne une bonne santé » (Glossaire de la promotion de la santé Genève, 1998).
La littératie en santé, « représente les connaissances, la motivation et les compétences permettant d’accéder, comprendre, évaluer et appliquer de l’information dans le domaine de la santé ; pour ensuite se forger un jugement et prendre une décision en matière de soins de santé, de prévention et de promotion de la santé, dans le but de maintenir et promouvoir sa qualité de vie tout au long de son existence » (Sørensen et al., 2012).
De nombreuses définitions de la littératie en santé ont été formulées par des experts et des organisations. 
Au sens le plus restrictif du terme, la littératie en santé correspond à savoir lire du contenu sur les soins de santé.
Au sens le plus large du terme, la littératie en santé désigne la capacité à trouver de l’information en santé et à la comprendre, voire à l’évaluer et à la communiquer.
Un « littéraire en santé » est doté à la fois de compétences et de capacités pour agir.

## Historique
Dans les années 1970, le terme « littératie » apparaît et prend son origine dans le mot anglais « literacy » utilisé en Amérique du Nord. En 1974, le terme « health literacy » est utilisé pour la première fois par Scott K. Simonds lors d’une conférence américaine portant sur l’éducation en santé.   
À la fin des années 1980, des chercheurs canadiens s’intéressent aux liens entre la santé et la littératie en santé. 
À la fin des années 1990, le concept de « littératie en santé » apparaît mais est utilisé essentiellement dans un contexte médical. Les recherches sur la littératie en santé se multiplient.
En 1998, Nutbeam inscrit le terme « littératie en santé » dans le glossaire de promotion de la santé de l’OMS.
En 2003, l’Organisation des Nations unies pour l’éducation, la science et la culture (UNESCO) définit la littératie comme « l’habileté d’identifier, de comprendre, d’interpréter, de créer, de communiquer et de calculer en utilisant du matériel imprimé et écrit associé à des contextes variés. Elle suppose une continuité de l’apprentissage pour permettre aux individus d’atteindre leurs objectifs, de développer leurs connaissances et leur potentiel et de participer pleinement à la vie de leur communauté et de la société tout entière ». La Stratégie de la Commission européenne (2008-2013) reconnaît la littératie en santé comme une action prioritaire.
En 2017, la Conférence nationale de santé (CNS) définit la littératie en santé comme un levier pour réduire les inégalités de santé dans son avis rendu le 6 juillet, à la ministre des Solidarités et de la Santé.
En France, la Stratégie nationale de santé 2018-2022, lancée par la ministre des Solidarités et de la Santé, a fixé des objectifs en matière de littératie en santé : construire des stratégies d’action en santé publique adaptées accessibles à toute la population, d’améliorer l’information du public et intégrer dans les programmes d’enseignement le concept de littératie en santé.

## Mesure des niveaux de littératie en santé

### Les outils de mesure
En 2004, les 350 items étudiés par l’OCDE dans son étude « Évaluer les compétences des adultes » ont été repris pour créer la « Health Activity Literacy Scale (HALS) », dans le but de produire une mesure spécifique de la littératie en santé. L’échelle HALS comporte 5 niveaux :
- niveau 1 : compétences en littératie en santé très faibles (par ex. difficultés à repérer la dose d’un médicament à administrer sur un emballage) ;
- niveau 2 : compétences faibles (par ex. difficultés pour comparer des éléments simples) ;
- niveau 3 : compétences suffisantes (par ex. comparer des informations et faire des déductions simples) ;
- niveaux 4 et 5 : compétences élevées ex. traitement d’information complexe[14].

De nombreux autres outils de mesures de la littératie en matière de santé existent : REALM (Rapid Estimate of Adult Literacy in Medicine), TOFHLA (Test of Functional Health Literacy in Adults), NVS (Newest Vital Sign), HALS (Health Activities Literacy Scale, National and International Surveys), AHRQ (Agency for Healthcare Research and Quality)…

### La recherche en littératie en santé
Deux mouvements se dégagent concernant les études visant à mesurer les niveaux de littératie en santé.  
Au niveau international, les études mesurent la compréhension des textes suivis, des textes schématiques et des textes au contenu qualitatif.  
Les autres études visent à évaluer la compréhension d’une démarche de soins, la compréhension et les conduites des individus quant à leurs soins ou leur prise de médicaments.

### Niveau de littératie
L’Enquête internationale sur l’alphabétisation et les compétences des adultes réalisée en 2003 montre que 66 % des Canadiens n’ont pas un niveau de littératie suffisant pour prendre soin de leur santé.
En 2011, une enquête européenne est menée afin de mesurer les niveaux de littératie en santé dans les pays suivants : Allemagne, Autriche, Bulgarie, Espagne, Grèce, Irlande, Pays-Bas et Pologne. Selon cette enquête, 12 % des personnes interrogées ont un niveau insuffisant de littératie en santé et 35,2 % de l’échantillon a un niveau de littératie problématique.
En 2014, l’Enquête européenne sur la littératie en santé (European Health Literacy Survey) a montré que 16,5 % des Européens ont un excellent niveau de littératie en santé. 
En 2015, en France, selon l’étude Vican5 (Vican5 est une étude de la situation des personnes cinq ans après un diagnostic de cancer), quatre patients sur dix ont un niveau insuffisant de littératie.

## Lien entre la santé et la littératie en santé
Les concepts de santé et de littératie en santé sont étroitement liés. L’état de santé d’une population dépend de son niveau de littératie.

### La littératie en santé, un déterminant de santé
Les études montrent qu’un faible niveau de littératie est associé à :
- une augmentation de la morbidité et de la mortalité prématurée ;
- une prévalence plus élevée des facteurs de risque ;
- une autogestion moins efficace des maladies chroniques ;
- une participation plus faible au dépistage ;
- une durée de soins plus longue et une utilisation inadéquate des médicaments ;
- des coûts plus élevés pour le système de santé[10].

Inversement, un niveau élevé de littératie en santé a un impact positif sur la santé de la population et sur les facteurs sociaux. La population est plus réceptive aux messages de prévention et fait davantage de lien entre les messages et sa situation. Elle est plus en mesure d’effectuer des choix en matière de santé et de modifier ses comportements. De manière générale, les populations ayant un niveau élevé de littératie en santé ont un état de santé perçu meilleur.
En ayant une idée positive de la santé en raison d’un niveau de littératie meilleur, la population participe également davantage à la lutte contre les facteurs de risque en s’engageant dans des programmes de prévention.

### Les déterminants de la littératie en santé
Des déterminants individuels
Il existe un lien entre les caractéristiques personnelles d'un individu et son niveau de littératie. La pratique de la lecture améliore la littératie en santé. Le vieillissement entraîne, quant à lui, une diminution des facultés cognitives et donc agit négativement sur la littératie en santé.  D’autres déterminants agissent sur la littératie en santé : l’état psychologique, le niveau de scolarité et d’instruction, la pratique de la langue, l’univers culturel, etc.
Des déterminants collectifs
Divers facteurs de risque ont un impact négatif sur la littératie en santé : manque d’information et de formation en milieu professionnel, des messages sanitaires contradictoires sur Internet ou sur les réseaux sociaux, la difficulté à appréhender les systèmes de santé en raison de sa complexité, faible sensibilisation des professionnels de santé et de la population sur la littératie en santé, etc.

## Actions renforçant la littératie en santé

### La conception d'image associées à du texte

Le « Nutri-score » est une échelle nutritionnelle à cinq niveaux, présente sur les emballages, qui permet aux consommateurs de prendre connaissance de la qualité nutritionnelle d'un aliment.

Le logo Nutri-score, conçu dans le cadre du Programme national nutrition santé (PNNS), est apposé sur les produits alimentaires et permet aux consommateurs de faire des choix lors de leurs achats en améliorant leur connaissance sur la composition nutritionnelle de l’aliment. 
En France, l’ordonnance visuelle, dispositif soutenu par l’État, permet aux personnes en difficultés avec la lecture et l’écriture de suivre leur traitement médicamenteux en toute autonomie. 
La carte « Soins de santé en Belgique » associe des phrases courtes, des pictogrammes et des photos pour expliquer les points essentiels de la visite chez le médecin. Elle est destinée aux personnes illettrées et aux personnes ne parlant pas le néerlandais.

### Des actions sur le net
Lancé en mars 2017 par le ministère des Solidarités et de la Santé, le moteur de recherche santé.fr permet d’accéder à une information fiable et actualisée produite par des acteurs publics et des partenaires à but non lucratif, sans pour autant maitriser un vocabulaire spécialisé.

### Thèmes connexes
- Santé, santé publique